# Muhlenbergia
Muhlenbergia és un gènere de plantes de la subfamília de les cloridòidies, família de les poàcies, ordre de les poals, subclasse de les commelínides, classe de les liliòpsides, divisió dels magnoliofitins.

## Taxonomia
- Muhlenbergia acuminata Vasey
- Muhlenbergia alamosae Vasey
- Muhlenbergia ambigua Torr.
- Muhlenbergia argentea Vasey
- Muhlenbergia arizonica Scribn.
- Muhlenbergia articulata Scribn.
- Muhlenbergia brevifolia Scribn.
- Muhlenbergia brevis Goodd.
- Muhlenbergia circinata Kuntze
- Muhlenbergia densiflora Scribn. et Merr.
- Muhlenbergia depauperata Scribn.
- Muhlenbergia distichophylla Kunth
- Muhlenbergia dubioides Goodd.
- Muhlenbergia dumosa Scribn.
- Muhlenbergia elata Vasey
- Muhlenbergia elegans (Humb., Bonpl. et Kunth) Trin.
- Muhlenbergia elongata Scribn.
- Muhlenbergia emersleyoides Soderstr.
- Muhlenbergia erectifolia Swallen
- Muhlenbergia eriophylla Swallen
- Muhlenbergia filiculmis Vasey
- Muhlenbergia filipes M. A. Curtis
- Muhlenbergia firma Beal
- Muhlenbergia flavida Vasey
- Muhlenbergia flaviseta Scribn.
- Muhlenbergia gracilis Swallen
- Muhlenbergia gracillima Torr.
- Muhlenbergia grandis Vasey
- Muhlenbergia involuta Swallen
- Muhlenbergia iridifolia Soderstr.
- Muhlenbergia laxiflora Scribn.
- Muhlenbergia lehmanniana Henrard
- Muhlenbergia lindheimeri Hitchc.
- Muhlenbergia longifolia Vasey
- Muhlenbergia longiglumis Vasey
- Muhlenbergia longiseta Benth.
- Muhlenbergia lycuroides Vasey
- Muhlenbergia metcalfi M. E. Jones
- Muhlenbergia monticola Buckley
- Muhlenbergia nana Benth.
- Muhlenbergia nebulosa Scribn.
- Muhlenbergia nigra Hitchc.
- Muhlenbergia palmeri Vasey
- Muhlenbergia palmirensis Grignon et Laegaard
- Muhlenbergia palustris Scribn.
- Muhlenbergia parryi Scribn.
- Muhlenbergia parviglumis Vasey
- Muhlenbergia pauciflora Buckley
- Muhlenbergia pectinata Goodd.
- Muhlenbergia peruviana (P. Beauv.) Steud.
- Muhlenbergia polycaulis Scribn.
- Muhlenbergia polystachya Mack.
- Muhlenbergia pulcherrima Scribn.
- Muhlenbergia pungens Thurb.
- Muhlenbergia purpusii Mez
- Muhlenbergia ramosissima Vasey
- Muhlenbergia ramulosa (Humb., Bonpl. et Kunth) Swallen
- Muhlenbergia reeserorum Soderstr.
- Muhlenbergia rigens
- Muhlenbergia scabra S. Watson
- Muhlenbergia schaffneri E. Fourn.
- Muhlenbergia scoparia Vasey
- Muhlenbergia sobolifera (Muhl.) Trinajstic
- Muhlenbergia speciosa Vasey
- Muhlenbergia strictior Scribn.
- Muhlenbergia subaristata Swallen
- Muhlenbergia sylvatica Torr. et A. Gray
- Muhlenbergia texana Buckley
- Muhlenbergia trifida Hack.
- Muhlenbergia wrightii Vasey
- Muhlenbergia xanthodes Soderstr.

(vegeu-ne una relació més exhaustiva a Wikispecies)

## Sinònims
Acroxis Steud., nom. inval., 
Anthipsimus Raf., 
Calycodon Nutt.,
Cleomena Roem. i Schult., orth. var., 
Clomena P. Beauv.,
Crypsinna E. Fourn.,
Dactylogramma Link,
Dilepyrum Michx.,
Epicampes J. Presl,
Lepyroxis E. Fourn., nom. inval.,
Podosemum Desv.,
Sericrostis Raf.,
Serigrostis Steud., orth. var.,
Tosagris P. Beauv., nom. inval.,
Trichochloa DC.,
Vaseya Thurb.